# Giorgio Gomelsky
Giorgio Sergio Alessandro Gomelsky (Tbilisi, 28 febbraio 1934 – New York, 13 gennaio 2016) è stato un imprenditore, produttore discografico, compositore, filmmaker e manager musicale georgiano naturalizzato svizzero.
Animatore della scena rock londinese e newyorkese, tra i molti gruppi con cui ha lavorato vi sono stati i Rolling Stones, gli Yardbirds, i Soft Machine e i Gong.

## Biografia
Era figlio di un georgiano e di una monegasca di origini italiane, che dopo la sua nascita scapparono dall'URSS per ostilità al comunismo. I tre vissero in vari Paesi dell'Europa occidentale, compresa l'Italia.
Gomelsky fu fondatore, nel 1962, del Crawdaddy Club di Richmond upon Thames, in Inghilterra, dove organizzò i primi concerti dei Rolling Stones che vi suonavano due volte alla settimana. Dopo che i Rolling erano diventati troppo famosi per le dimensioni del club, ingaggiò gli Yardbirds, dei quali fu per un periodo il manager ed il produttore.
Nel 1967 fondò l'etichetta discografica Marmalade Records, pubblicando, tra gli altri, i dischi di Julie Driscoll, Brian Auger, Trinity, Blossom Toes, nonché lavori di Graham Gouldman, Kevin Godley e Lol Creme, che sarebbero diventati i 10cc.
Giorgio Gomelsky fu di fondamentale importanza anche per la carriera dei Soft Machine, dei Magma, di Daevid Allen e dei Gong.
Dal 1978 visse a New York, per promuovere il rock progressivo europeo negli USA.